# Кампания на Август в Африка и Арабия
Кампанията на Август в Африка и Арабия се провежда от 30 пр.н.е. до 6 г. Август побеждава в Северна Африка, в римските провинции Африка и Египет и на Арабския полуостров. Той се бие против Сабейското царство в Южна Арабия.
Август разполага с 4/5 римски легиони, ок. 20 000/25 000 войника и ауксилиарии). За африканската територия Август има III Августов легион, а за Египет: III Киренайски легион, VI Железен легион, XII Мълниеносен легион и XXII Дейотаров легион.
Неговите комадири са: Гай Корнелий Гал, Елий Гал, Гай Петроний, Корнелий Балб, Сулпиций Квириний, Пасиен Руф, Кос Корнелий Лентул.
Съюзници: Ирод, Обода II.